# Ryan Griffiths
Ryan Griffiths, właśc. Ryan Alan Griffiths (ur. 21 sierpnia 1981 w Sydney) – australijski piłkarz występujący na pozycji pomocnika lub napastnika. Brat Adama Griffithsa oraz Joela Griffithsa, także piłkarzy.

## Kariera klubowa
Griffiths seniorską karierę rozpoczął w 1999 roku w zespole Northern Spirit FC z National Soccer League. Spędził tam 3 lata. W 2002 roku przeszedł do Manly United z New South Wales Premier League. Jednak jeszcze w tym samym roku wrócił do NSL, zostając graczem klubu Newcastle UFC. Zadebiutował tam 20 września 2002 roku w wygranym 2:0 pojedynku z South Melbourne FC. W Newcastle grał przez 2 lata.
W 2004 roku Griffiths podpisał kontrakt z rumuńskim Nationalem Bukareszt z Liga I. W 2006 roku dotarł z zespołem do finału Pucharu Rumunii, w którym National przegrał jednak 0:1 z Rapidem Bukareszt. W tym samym roku Griffiths przeszedł właśnie do tego klubu.
Na początku 2007 roku został wypożyczony do chińskiego Liaoning Whowin. Spędził tam sezony 2007 oraz 2008. Natomiast w sezonie 2009 grał na wypożyczeniu w drużynie Beijing Guo’an, z którą zdobył mistrzostwo Chin. W 2010 roku podpisał kontrakt z tym zespołem. W 2011 roku Griffiths wrócił do Australii, gdzie został graczem klubu Newcastle United Jets z A-League, w którym występował już, gdy ten nosił nazwę Newcastle UFC. Jego zawodnikiem był do roku 2013.
Następnie występował w zespołach Beijing Baxi, Adelaide United, Sarawak, South China, Western Sydney Wanderers oraz Lambton Jaffas. W 2017 roku zakończył karierę.

## Kariera reprezentacyjna
W 2004 roku wraz z kadrą U-23 Griffiths wziął udział w Letnich Igrzyskach Olimpijskich, zakończonych przez Australię na ćwierćfinale. W pierwszej reprezentacji Australii zadebiutował 6 września 2006 roku w przegranym 0:2 meczu eliminacji Pucharu Azji 2007 z Kuwejtem. Do 2008 roku w drużynie narodowej zagrał 5 razy.